# بالاجا شاه‌نظرلی
بالاجا شاه‌نظرلی (به لاتین: Baladzha Shakhnazarli) یک منطقه مسکونی در جمهوری آذربایجان است که در شهرستان شابران واقع شده است.